# Max Graf
Max Graf (født 1. oktober 1873 i Wien, død 24. juni 1958 sammesteds) var en østerrigsk musikforfatter.
Graf var lærer i musikæstetik ved konservatoriet i sin fødeby og bekendt som forfatter af livfulde musiklitterære skrifter: Deutsche Musik im 19. Jahrhundert (1898), Die Musik im Zeitalter der Renaissance (1905), Die innere Werkstatt des Musikers (1910) med flere; han har også oversat forskellig fransk musiklitteratur.